# Chrystia Freeland
Pour les articles homonymes, voir Freeland (homonymie).
Christina Alexandra Freeland, dite Chrystia Freeland (prononcé en anglais : /ˈkɹɪstjə ˈfɹilənd/), née le 2 août 1968 à Rivière-la-Paix (Alberta), est une journaliste et femme politique canadienne, vice-première ministre du Canada de 2019 à 2024.
Elle est députée à la Chambre des communes de la circonscription de Toronto-Centre de 2013 à 2015 et d'University—Rosedale depuis 2015 sous la bannière du Parti libéral du Canada.
Elle est ministre des Affaires étrangères de 2017 à 2019, ministre des Affaires intergouvernementales de 2019 à 2020, ministre des Finances de 2020 à 2024 et ministre des Transports et du Commerce intérieur depuis 2025.

## Biographie

### Origines
Diplômée en études slaves de l'université Harvard, de l'université d'Oxford, grâce à une bourse Rhodes, et du United World College of the Adriatic, Chrystia Freeland séjourne en Ukraine, dont est originaire sa famille maternelle, immigrée au Canada au début des années 1950, et en Russie.
La mère de Freeland, Halyna Chomiak, naît dans un hôpital administré par l'armée américaine car ses parents, Mykhailo Khomiak (en) (Ukrainien: Михайло Хомяк, plus tard anglicisé en Michael Chomiak) et Alexandra Loban, se trouvaient alors dans un camp pour personnes déplacées dans la ville thermale de Bad Wörishofen en Bavière en Allemagne. Catholiques, Alexandra Loban est originaire de Rudniki, près de Stanislaviv (aujourd'hui Ivano-Frankivsk), et Michael Chomiak est né à Stroniatyn en Galicie. Pendant la Seconde Guerre mondiale, ce dernier fut éditeur d'un journal nazi antisémite en Pologne occupée, Krakivski Visti, ce qui est reproché à Chrystia Freeland par plusieurs médias russes pro-Poutine depuis le début de la guerre russo-ukrainienne, qui font un lien entre sa forte opposition à l'agression russe et le travail de son grand-père pour cet organe de presse.
Du côté paternel, son grand-père, Wilbur Freeland, était un agriculteur et un avocat, qui participa à plusieurs reprises au Stampede de Calgary, une manifestation annuelle de rodéo. Sa sœur, Beulah, était l'épouse d'un membre du parlement fédéral canadien, Ged Baldwin. Sa grand-mère paternelle, Helen Caulfield, était originaire de Glasgow et épousa son grand-père paternel au sortir de son service en Europe durant la Seconde Guerre mondiale.

### Famille et vie privée
Freeland est mariée à Graham Bowley, un auteur et journaliste britannique travaillant pour le New York Times. Le couple a trois enfants.
Elle demeure à Toronto depuis l'été 2013 et son retour au Canada. Elle parle ukrainien et anglais avec ses enfants. Elle parle aussi le français, le russe et l'italien.

### Carrière professionnelle
Elle est journaliste, cheffe de bureau du Financial Times à Moscou de 1994 à 1998, correspondante pour des publications occidentales. Elle publie en 2000 Sale of the Century : Russia’s Wild Ride from Communism to Capitalism, dans lequel elle évoque la mainmise sur l'économie par des oligarques sous Boris Eltsine.
Elle revient ensuite au Canada et travaille pour plusieurs médias, Financial Times, The Globe and Mail et Thomson Reuters, avant d'être élue à la Chambre des communes du Canada dans la circonscription ontarienne de Toronto-Centre lors d'une élection partielle le 25 novembre 2013.
En 2012, elle fait paraître Plutocrats : The Rise of the New Global Super Rich and the Fall of Everyone Else dans lequel elle dénonce les inégalités de revenus en Russie. En 2014, elle est interdite d'accès sur le territoire russe en raison de ses positions critiques envers le régime.
Elle est membre du conseil d'administration du Forum économique mondial.

### Chambre des communes du Canada
Lors des élections fédérales de 2015, elle est réélue, cette fois dans la circonscription de University—Rosedale, nouvellement créée. Bill Morneau lui succède dans Toronto-Centre.

### Ministre du Commerce international
Lors de la formation du 29e conseil des ministres présidé par Justin Trudeau, elle est nommée ministre du Commerce international. Elle est impliquée dans les négociations menant à la signature de l'Accord économique et commercial global (AECG ou CETA). En octobre 2016, elle décide de quitter la réunion et déclare l'échec des négociations. Elle assure quelques mois plus tard qu'il s'agit alors d'un calcul afin de culpabiliser les Américains. L'AECG est finalement signé quelques jours plus tard.

### Ministre des Affaires étrangères

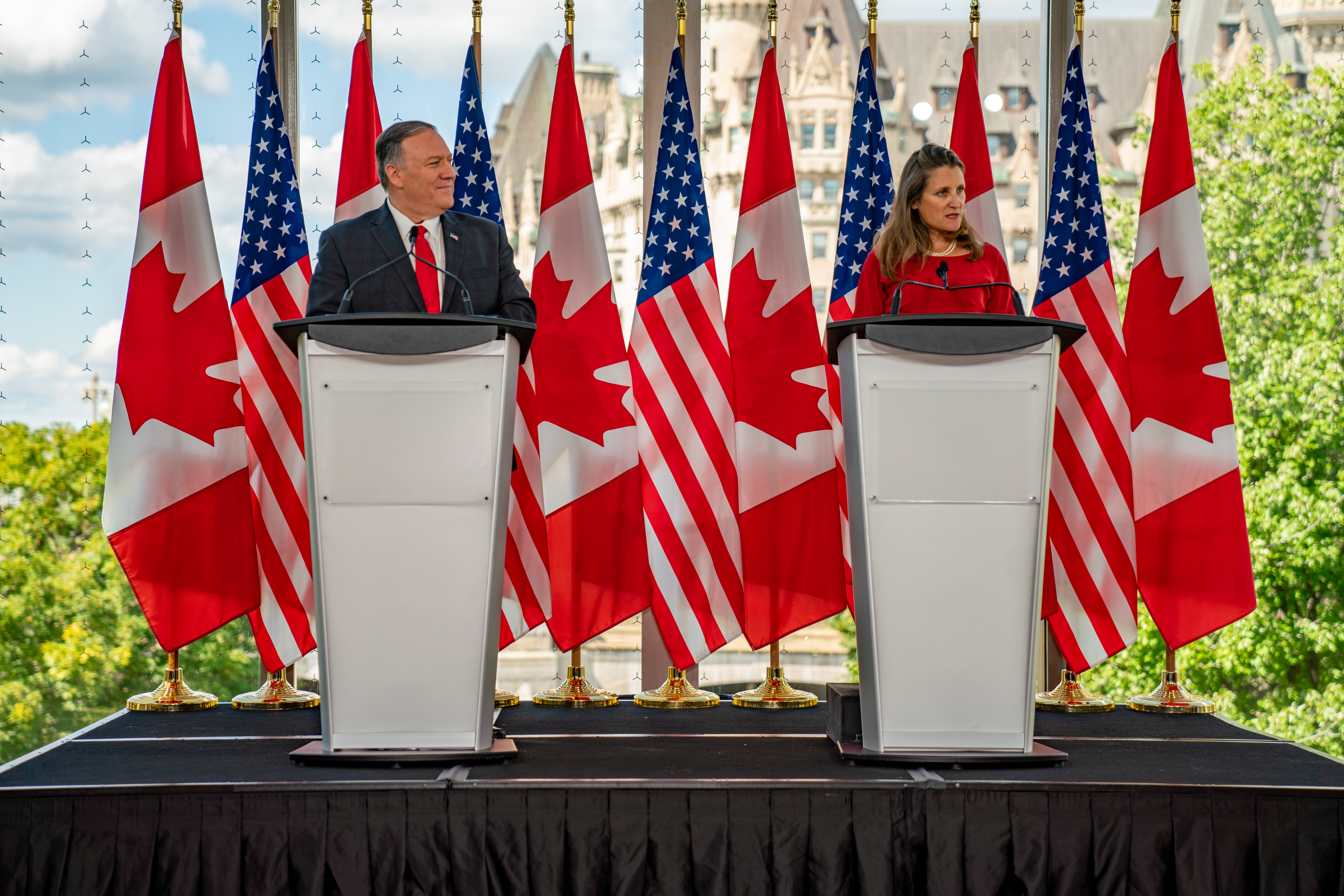
Chrystia Freeland avec le secrétaire d'État des États-Unis Mike Pompeo, lors d'une conférence de presse à Ottawa, en 2019.

Le 10 janvier 2017, elle est nommée ministre des Affaires étrangères, succédant à Stéphane Dion, qui devient ambassadeur du Canada en Allemagne, nomination prenant effet au 1er mai suivant. En 2019, elle devient vice-première ministre et ministre des Affaires intergouvernementales du Canada.
Le 2 août 2018, elle appelle à la libération de Samar Badawi et Raif Badawi, deux militants des droits de l'homme détenus en Arabie saoudite, prise de position qui amène à l'expulsion de l'ambassadeur du Canada en Arabie saoudite. Quelques mois auparavant, le gouvernement canadien avait refusé d’annuler un contrat de 15 milliards de dollars canadiens avec l’Arabie saoudite pour la livraison d’équipements militaires, utilisés ensuite par le royaume dans la guerre contre le Yémen.
Proche de l’administration Trump sur les grands thèmes de politique internationale, elle place le Venezuela, la Syrie, la Russie, l’Iran et la Corée du Nord tout en haut de sa liste de priorités, imitant — et soutenant — les initiatives du président américain : sommets, sanctions, pressions politiques et déploiement militaire. Le Canada a rejoint le groupe de Lima, qui rassemble les gouvernements américains résolus à renverser le gouvernement vénézuélien, et tenté d'écarter la Russie et la Chine des négociations concernant le Venezuela et la Corée du Nord (bien que ces deux pays possèdent une frontière commune avec Pyongyang).
Elle est distinguée comme diplomate de l’année 2018 par le Foreign Policy Group, notamment pour son engagement contre la Chine et la Russie. L’ancien diplomate Daryl Copeland note pour sa part que : « La ministre des affaires étrangères Freeland (…) semble fascinée et en bonne partie aveuglée par le hard power. » Le 18 avril 2019, Freeland est classée au 37e rang des plus grands leaders mondiaux, dans le palmarès annuel du magazine Forbes, en raison de ses « solides compétences en matière de négociation » qui permettent de conclure un accord commercial entre le Canada et l'Union européenne (CETA) ainsi que l'Accord Canada–États-Unis–Mexique.

### Ministre des Finances
Le 18 août 2020, elle devient la première femme nommée à la tête du ministère des Finances du gouvernement du Canada. Elle remplace alors le démissionnaire Bill Morneau.
À l'issue des élections fédérales canadiennes de 2021, Justin Trudeau annonce qu'elle maintiendra son rôle de ministre des Finances et de vice-première ministre dans son prochain cabinet.
Elle présente son premier budget fédéral à la Chambre des communes le 19 avril 2021, annonçant la création d'un programme national pour la petite enfance au Canada. Le gouvernement propose alors de contribuer pour moitié au coût du programme, les provinces étant chargées de la seconde moitié.
Le 14 février 2022, le premier ministre Justin Trudeau invoque la loi sur les situations d'urgences pour mettre un terme aux blocages et à l'occupation du domaine public par les convois de routiers à Ottawa, même si le blocus du pont Ambassadeur a déjà été brisé par les forces de l'ordre la veille. Même si elle ne révèle pas quel ministre a suggéré d'invoquer cette loi d'exception, Freeland déclare « Je voudrais assumer une responsabilité personnelle dans la décision [de recourir à cette loi], il s'agissait à mon avis de la bonne décision ».
Freeland se positionne à la pointe de la réponse du gouvernement canadien à l’agression russe contre l'Ukraine depuis le 24 février 2022. Au début de l'invasion, elle déclare en ukrainien « il est temps d'être fort ». Elle est parmi les premières voix à réclamer des sanctions contre la Banque centrale russe, qui furent imposées plus tard, et parle sur une base quasi quotidienne au premier ministre ukrainien, Denys Shmyhal. Elle est vue comme une possible future secrétaire générale de l'Organisation du traité de l'Atlantique nord (OTAN).
Le 16 décembre 2024, Chrystia Freeland annonce sa démission de ses fonctions de vice-première ministre et ministre des Finances, quelques heures avant le dépôt d'un énoncé économique à la Chambre des communes. Dans une lettre ouverte publiée sur les réseaux sociaux et adressée au premier ministre Justin Trudeau, elle explique que sa décision est motivée par des désaccords profonds sur la direction économique du pays. Elle y écrit notamment : « Au cours des dernières semaines, nous nous trouvions en désaccord sur la meilleure voie à suivre pour le Canada. »
Sa démission intervient dans un contexte marqué par l'annonce d'un déficit budgétaire de 61,9 milliards de dollars pour l'année 2023-2024, soit près de 22 milliards de dollars de plus que prévu. Ce déficit accru est attribué à des dépenses imprévues liées aux revendications autochtones et aux allocations de soutien post-Covid. Chrystia Freeland, qui avait fixé des garde-fous budgétaires l'année précédente, s'était engagée à maintenir le déficit à 40,1 milliards de dollars, un objectif désormais abandonné. Dans sa lettre, elle critique implicitement certaines décisions récentes, notamment les chèques de 250 $ proposés pour les Canadiens gagnant moins de 150 000 $ par an, qu'elle qualifie d'« astuces politiques coûteuses » incompatibles avec la situation financière actuelle.
Freeland précise également que le premier ministre lui avait proposé un poste sans portefeuille, centré sur les relations canado-américaines, après lui avoir signifié qu’il ne souhaitait plus qu’elle conserve le portefeuille des Finances. Elle justifie son choix de quitter le cabinet en affirmant : « Pour être efficace, un ministre doit parler au nom du premier ministre et avec toute sa confiance. En prenant votre décision, vous avez clairement indiqué que je ne possède plus cette confiance de façon crédible. »
Cette démission spectaculaire nourrit les spéculations selon lesquelles Chrystia Freeland chercherait à se distancier du gouvernement Trudeau en vue d’une éventuelle course à la direction du Parti libéral. En parallèle, elle exprime son intention de rester députée de University–Rosedale et de se représenter aux prochaines élections fédérales.
Dominic LeBlanc, ministre de la Sécurité publique, est nommé pour lui succéder comme ministre des Finances. Il est assermenté le jour même de l'annonce de la démission de Chrystia Freeland.
En janvier 2025, elle annonce sa candidature à la course à la succession de Justin Trudeau à la tête du Parti libéral. Elle termine deuxième de l'élection remportée par Mark Carney, en ne remportant que 8 % des voix.

### Ministre des Transports et du Commerce intérieur
Le 14 mars 2025, elle est nommée ministre des Transports et du Commerce intérieur dans le gouvernement de Mark Carney.

### Résultats électoraux
Modèle:Élection générale canadienne de 2025 — University—Rosedale

### Article annexe
- Liste de dirigeantes politiques